# Âne sauvage de Mongolie
Equus hemionus hemionus
Sous-espèce
Synonymes
- Equus (Asinus) hemionus hemionus Pallas, 1775[2]
- Equus hemionus castaneus Lydekker, 1904[3]
- Equus hemionus castaneus Lydekker, 1905[2]
- Equus hemionus finschi Matschie, 1911[3]
- Equus hemionus finschi[2]
- Equus hemionus hemionos Boddaert, 1785[3]
- Equus hemionus typicus Sclater, 1891[3]
- Equus hemionus typicus[2]

Statut de conservation UICN

 NT  : Quasi menacé
L'Âne sauvage de Mongolie (Equus hemionus hemionus), également appelé Khulan mongol ou Hémione de Mongolie, est une sous-espèce de l'Onagre. Il se rencontre en Mongolie et dans le Nord de la Chine, et était autrefois présent dans l'Est du Kazakhstan et au Sud de la Sibérie avant d'y disparaître à cause de la chasse. En 2003, la population d'ânes sauvages de Mongolie comptait moins de 20 000 individus et en 2009 seulement 14 000.
En 2015, cette espèce était considérée comme menacée par l'UICN et sa population reproductrice était estimée à 23 000 individus.

## Taxonomie et étymologie
L'Âne sauvage de Mongolie, Equus hemionus hemionus, et le Khulan de Gobi, Equus hemionus luteus, sont parfois considérés comme une même sous-espèce. Il est également appelé Chigetai, Dziggetai ou tout simplement Khulan, et en mongol : Хулан.

## Habitat et population

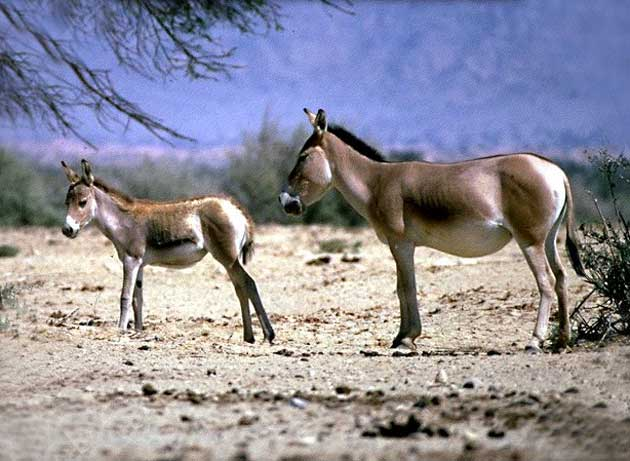
Un khulan mongol dans le désert de Gobi, en Mongolie.

L'Âne sauvage de Mongolie vit dans les déserts, les déserts froids, la steppe, les savanes et les montagnes. Le désert de Gobi compose l'habitat de sa sous-espèce le Khulan de Gobi. L'Âne sauvage de Mongolie peut également se retrouver dans l'Altaï.
L'Âne sauvage de Mongolie est la sous-espèce d'Onagre la plus répandue, même si elle a perdu environ 50 % de son ancienne aire de répartition en Mongolie au cours des 70 dernières années. L'ancienne distribution entre le XVIIe siècle et le milieu du XIXe siècle englobait la majeure partie de la Mongolie, de la Sibérie et de la Mandchourie, jusqu'à la partie Ouest de la Mongolie-Intérieure et la partie Nord du Xinjiang. Son aire de répartition s'est réduite considérablement au cours des années 1990. Une étude menée entre 1994 et 1997 a évalué la population entre 33 000 et 63 000 individus dans le Sud de la Mongolie. En 2003, une nouvelle étude a estimé qu'environ 20 000 individus se trouvaient sur une superficie de 177 563 km2 dans le sud de la Mongolie. L'effectif avait diminué jusqu'à 14 000 individus en 2009. Cependant les estimations sont à considérer avec prudence en raison des protocoles employés,.

## Biologie et comportement
L'Âne sauvage de Mongolie est un mammifère herbivore. Il se nourrit de graminées, d'herbes et de végétation, ainsi que d'arbustes et d'arbres dans des habitats plus secs. Au printemps et en été, les plantes succulentes de la famille des Zygophyllaceae constituent une partie importante de son alimentation.
Il s'agit d'une espèce connue pour creuser des trous dans le lit sec des rivières et des sources afin d'accéder à l'eau souterraine pour la boire lors des étés les plus chauds dans le désert de Gobi. Les trous creusés par l'âne sauvage de Mongolie sont également utilisés par d'autres espèces sauvages et domestiques, ainsi que par l'humain pour l'accès à l'eau.

## Menaces
La population de l'Âne sauvage de Mongolie est en déclin, notamment à cause du braconnage et de la compétition avec le bétail pour son alimentation. L'espèce est menacée et est estimée en voie de disparition.
Les loups gris et les dholes sont les prédateurs de l'Âne sauvage de Mongolie. Auxquels s'ajoutait, dans le passé, les tigres. 
Le braconnage de cette espèce pour sa viande semble être un problème croissant en Mongolie. Pour une partie de la population locale, l'âne de Mongolie et d'autres espèces sauvages de la viande semblent fournir un substitut ou même une alternative bon marché à la viande provenant d'animaux domestiques. En 2005, une enquête nationale a suggéré qu'au moins 4 500 ânes sauvages, soit environ 20 % de la population totale, pouvaient être victimes de braconnage chaque année. De plus, les changements politiques du début des années 1990 ont permis aux populations urbaines de revenir à une utilisation nomade des terres des nomades de l'utilisation des terres, entraînant une forte augmentation de l'humain et de l'élevage dans de nombreuses zones rurales,,.

## Conservation

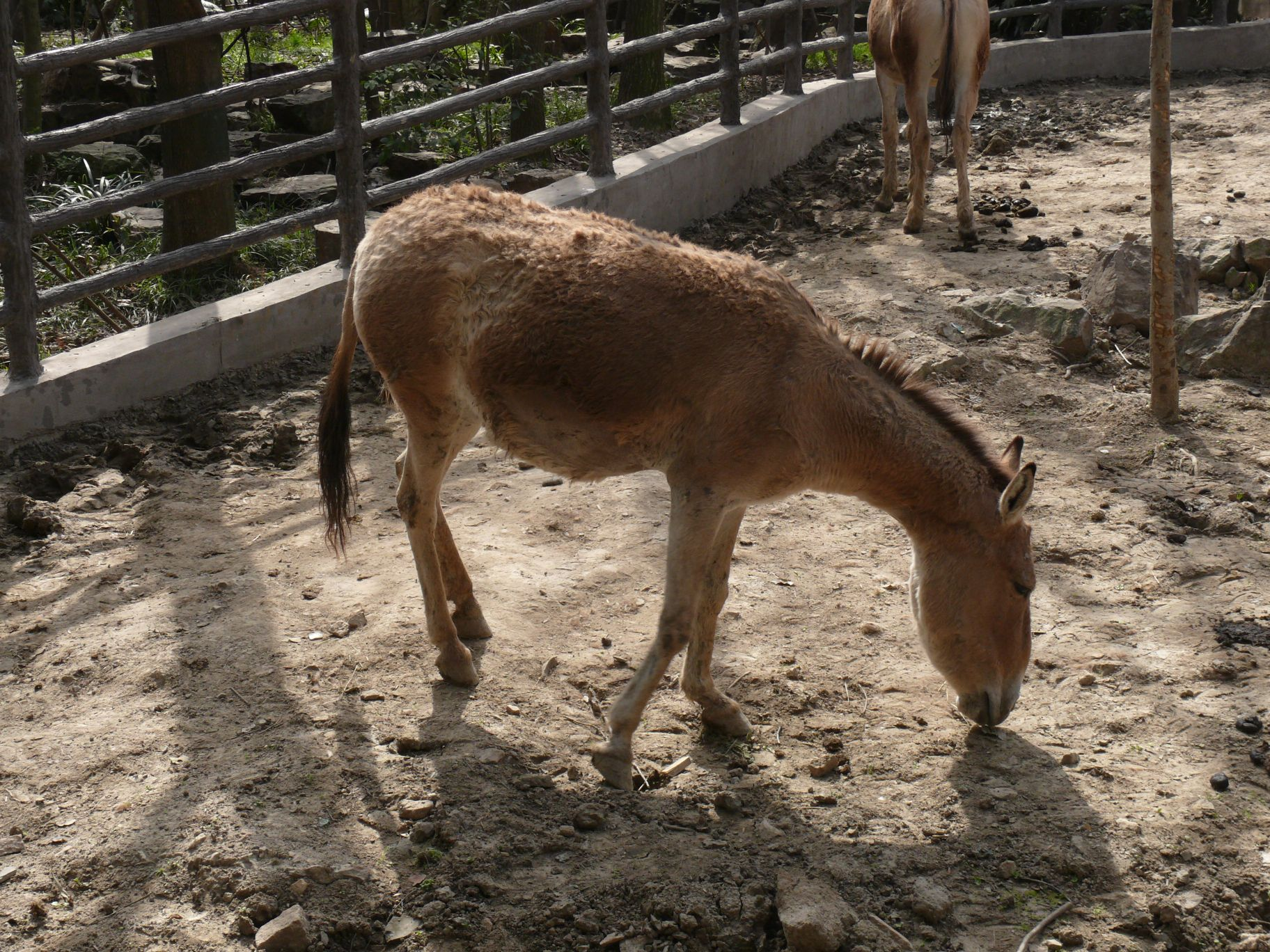
Un âne sauvage de Mongolie au zoo de Shanghai, en Chine.

Cette sous-espèce est protégée en Mongolie depuis 1953. À l'échelle internationale, elle est également inscrite à l'annexe I de CITES et a été ajoutée à l'annexe II de la Convention des espèces migratrices en 2002. Toutefois, en raison de la croissance démographique humaine associée aux hivers rigoureux, les conflits entre éleveurs mongols et les ânes sauvages ont augmenté. Cette espèce étant peu étudiée, les informations de base sur sa biologie font donc défaut, ce qui entrave les efforts mis en œuvre pour sa conservation.

## Captivité
L'Âne sauvage de Mongolie est rare en captivité. La plupart des animaux maintenus en captivité se trouvent en Chine, comme au zoo de Pékin, au zoo de Shanghai et au zoo de Kunming dans le Yunnan.

## Sous-espèces apparentées
- Khulan du Turkménistan, Equus hemionus kulan
- Onagre de Perse (gur), Equus hemionus onagre
- Âne sauvage d'Inde (khur), Equus hemionus khur
- Âne sauvage de Syrie , Equus hemionus hemippus (éteinte)